# Estanyó del Querol
L'Estanyó del Querol est un lac d'Andorre situé dans la paroisse de Canillo à une altitude de 2 296 m.

## Toponymie
- Estanyó est un dérivé d'estany, terme omniprésent dans la toponymie andorrane, désignant en catalan un « étang »[1],[2]. Estany est lui-même issu du latin stagnum (« étendue d'eau »)[2].
- Querol est construit sur la racine pré-romane quer- / kar- signifiant « pierre »[3],[4]. Cette racine explique d'autres toponymes pyrénéens, qu'ils soient andorrans comme le Roc del Quer (au col d'Ordino), le roc d'Esquers (à Escaldes-Engordany) ou encore Carança dans les Pyrénées-Orientales françaises[4].

## Géographie

### Topographie et géologie
L'estanyó del Querol se situe dans la paroisse de Canillo au nord-est de l'Andorre. Il s'agit d'un lac de montagne, niché à une altitude de 2 296 m, sur le versant nord-ouest de la vallée glaciaire d'Incles. L'estanyó del Querol est surmonté de sommets atteignant les 2 500 m (Collata del Clot Sord et Collada de la Tosa de Caraup). Le lac, comme toute la partie basse de la vallée d'Incles, se trouve dans une zone de roches métamorphiques (schiste).

### Hydrographie
Sa superficie est de 0,6 ha. Le lac est situé sur le versant nord-ouest de la vallée d'Incles. Ses eaux rejoignent de ce fait le riu d'Incles (bassin versant de la Valira d'Orient). Le lac est également tout proche des Basses de les Salamandres, un ensemble de deux petits lacs de montagne, situés à 300 m au nord-est.
| \| Estanyó del Querol \|                                                               |                                      |                                                                                    |
| Position de l'Estanyó del Querol sur la carte des bassins hydrographiques de l'Andorre | Riu d'Incles à l'entrée de la vallée | Basses de les Salamandes et Estanyó del Querol vus depuis la Serra de Cabana Sorda |
| Estanyó del Querol                                                                     |                                      |                                                                                    |

## Randonnée
L'Estanyó del Querol est accessible aux randonneurs par la vallée d'Incles mais également depuis la vallée de Ransol. Ces deux options empruntent chacune le trajet de la haute randonnée pyrénéenne, un sentier trans-frontalier s'étendant sur 800 km au travers de l'ensemble de la chaîne pyrénéenne de l'Atlantique à la Méditerranée.
Le refuge de montagne le plus proche est le refuge de Cabana Sorda, d'une capacité d'accueil de 20 personnes.

## Galerie

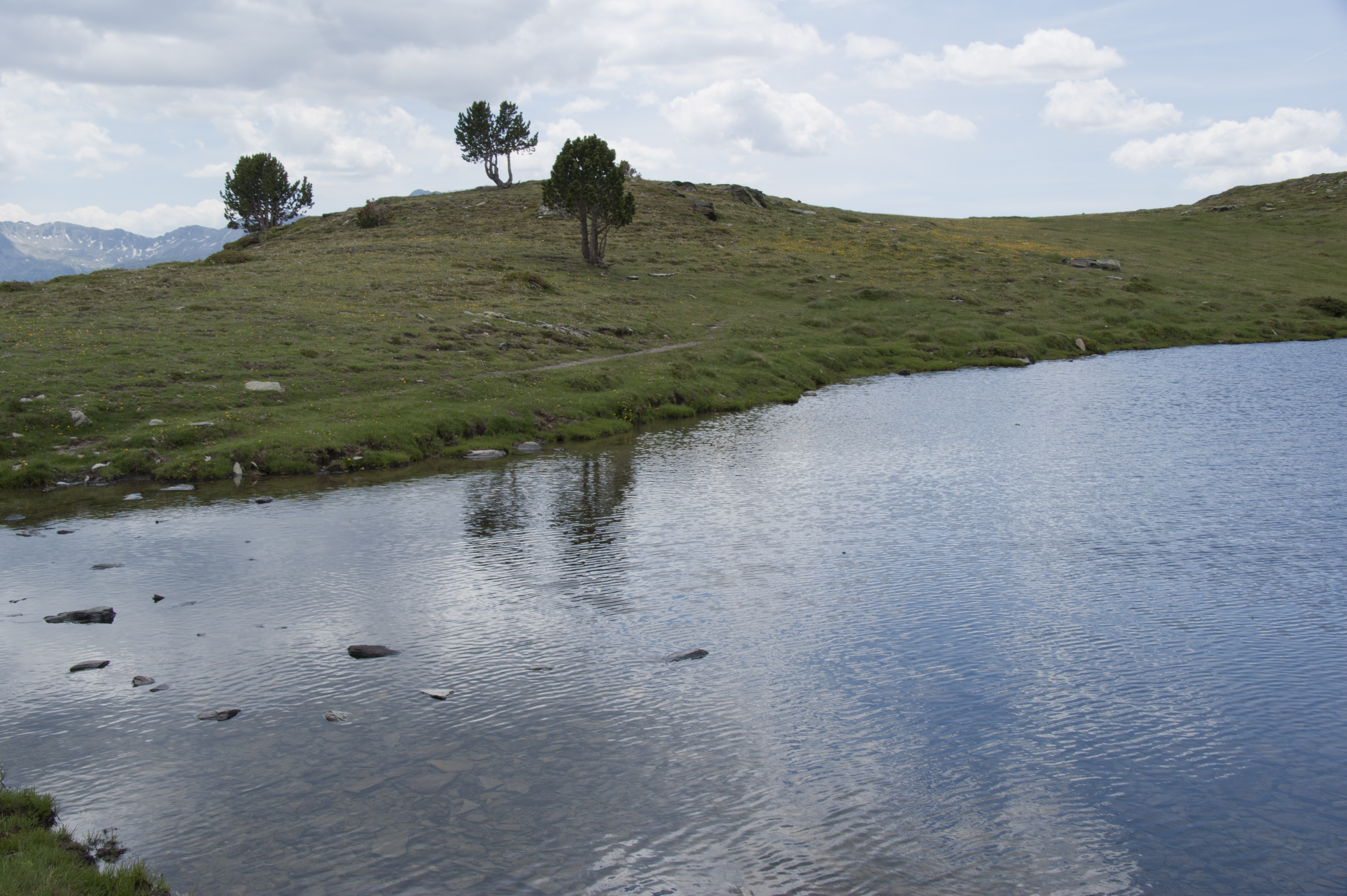
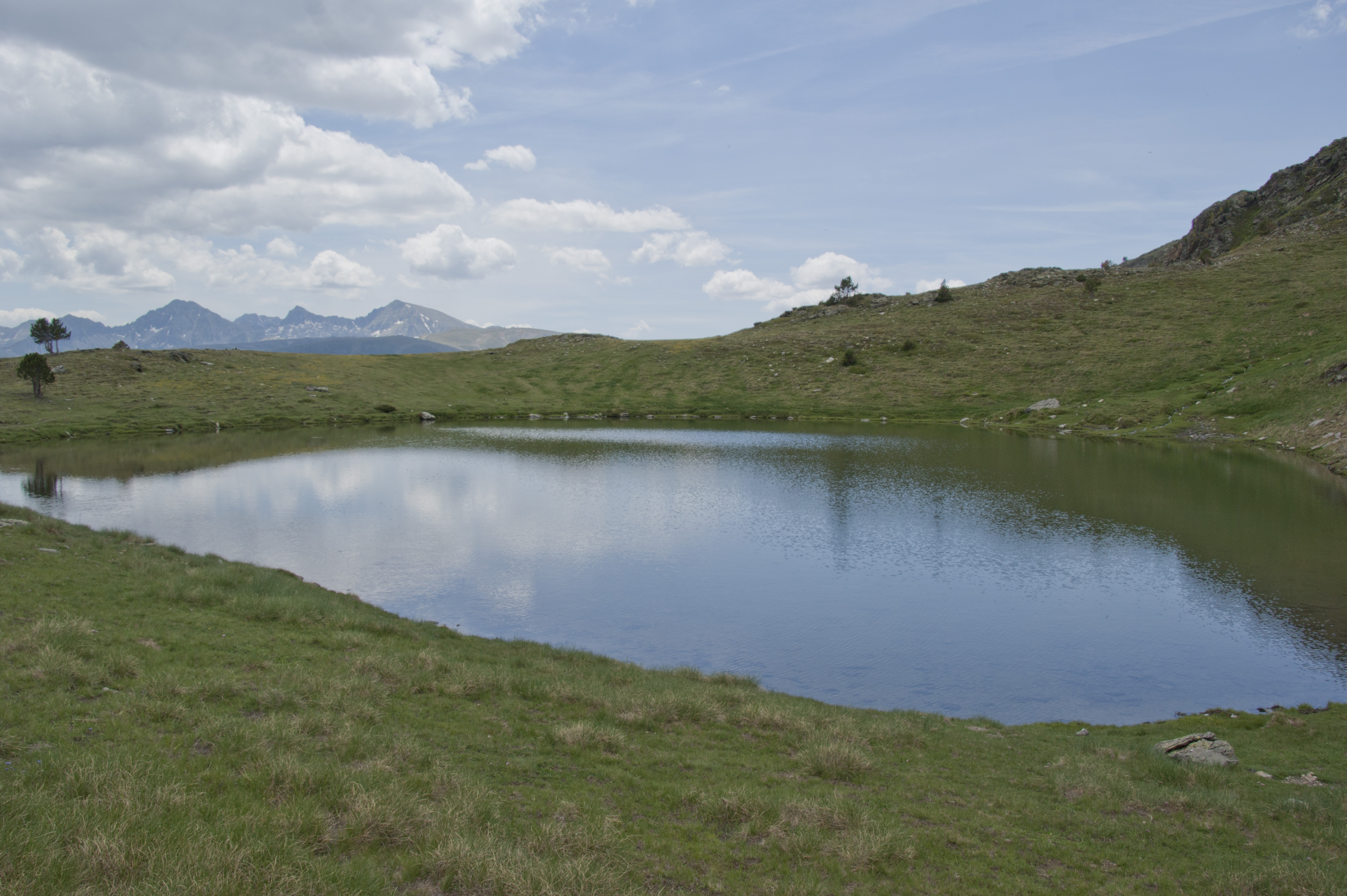
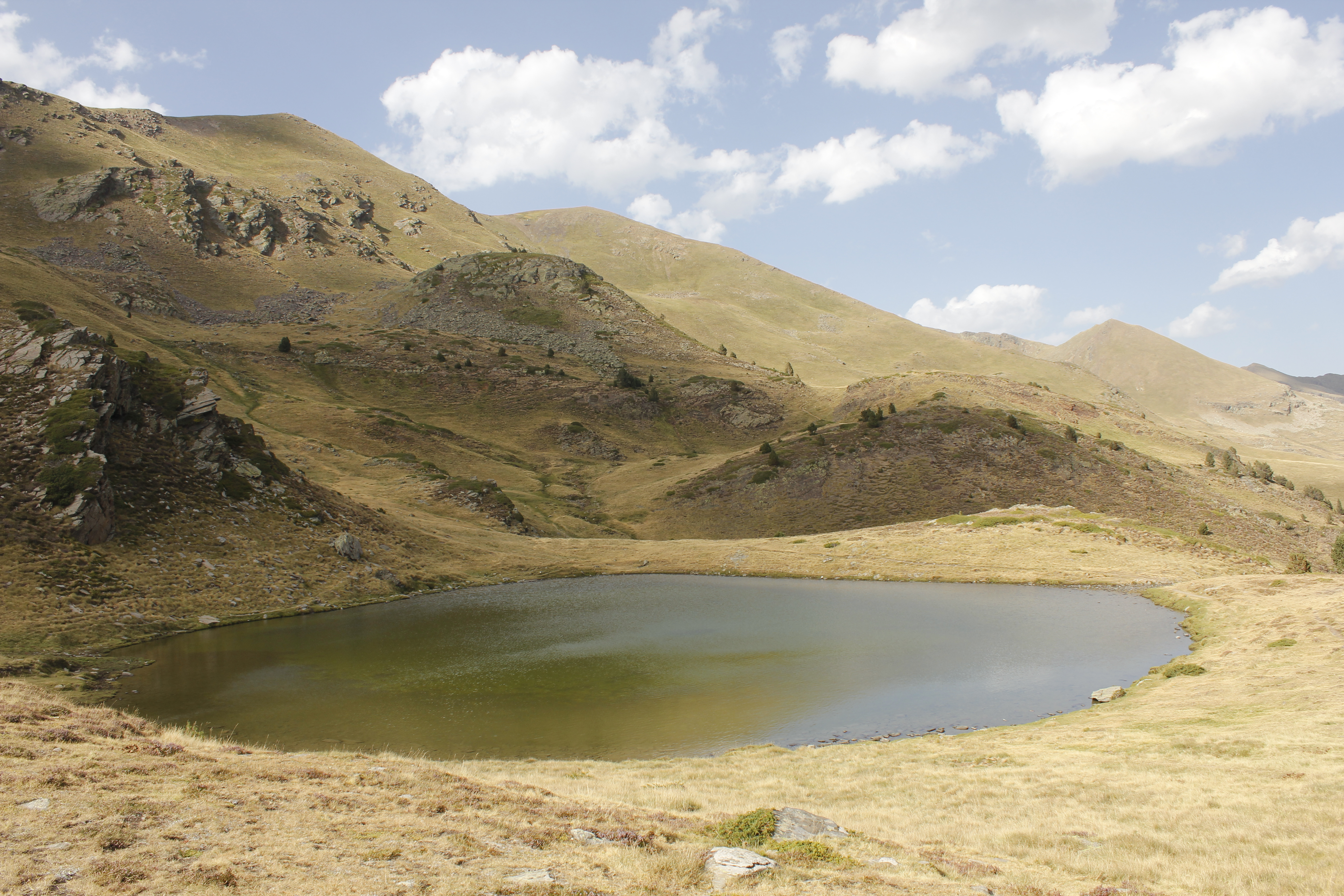